# 시미즈우라역
시미즈우라역(일본어: 冷水浦駅, しみずうらえき)은 일본 와카야마현 가이난시에 있는, 서일본 여객철도의 철도역이다. 기세이 본선이 지나가며, 기노쿠니 선 소속 열차들을 이용할 수 있다.

## 역 구조
상대식 2면 2선 구조의 지상역이다. 분기기, 절대신호기가 없기 때문에 정류소로 관리하고 있다. 와카야마역이 관리하는 무인역이다.

### 승강장
| 1 | ■ 기노쿠니 선 | 와카야마 · 덴노지 방면 |
| 2 | ■ 기노쿠니 선 | 고보 · 신구 방면       |

## 역세권 정보
- 국도 제42호선
- 시미즈 간이우체국

## 역사
- 1938년 12월 15일 - 일본국유철도 기세이사이 선의 히카타마치 역(지금의 가이난 역)과 가모고역 사이에 새로이 개업하였다.
- 1987년 4월 1일 - 민영화에 따라 서일본 여객철도의 소속이 되었다.

## 인접역
| 서일본 여객철도 기세이 본선 | 서일본 여객철도 기세이 본선 | 서일본 여객철도 기세이 본선 |
| --------------------------- | --------------------------- | --------------------------- |
| 가모고 신구 방면            | ■ 기노쿠니 선 보통          | 가이난 와카야마 방면        |